# Masdevallia uncifera
Masdevallia uncifera är en orkidéart som beskrevs av Heinrich Gustav Reichenbach. Masdevallia uncifera ingår i släktet Masdevallia och familjen orkidéer. Inga underarter finns listade i Catalogue of Life.